# نشان‌های راهنمایی و رانندگی در ایران
نشان‌های راهنمایی و رانندگی در ایران به سه دسته تقسیم می‌شوند.
1. دسته اول نشان‌های بازدارنده راهنمایی و رانندگی هستند، از این گروه تابلوها می‌توان به بوق زدن ممنوع، منطقه ایستادن ممنوع و توقف ممنوع اشاره کرد که مهمترین آن تابلوی ایست است.
2. دسته دوم تابلوهای هشدار دهنده یا اخطاری هستند، جاده باریک می‌شود، گذرگاه عابر پیاده و کارگران مشغول کار هستند از این دسته علائم هستند.
3. دسته سوم به تابلوهای آگاهی دهنده یا اخباری معروف هستند. پایان منطقه محدوده سرعت، تونل و بیمارستان در این طبقه قرار دارند.

## چراغ راهنمایی

نمایی از یک چراغ راهنمایی

چراغ راهنمایی یک وسیله یا نماد راهنمایی و رانندگی است. این چراغ در تقاطع جاده‌ها، پیاده‌روها، ورودی و خروجی معابر و برخی اماکن دیگر نصب می‌شود و جریان آمد و شد را هدایت می‌کند. این وسیله حق عبور را به کمک سه رنگ نوری استاندارد (قرمز، زرد
، سبز) مشخص می‌سازد.

## تابلوهای بازدارنده یا انتظامی
به تابلوها یا نشان‌های بازدارنده، تابلوهای انتظامی نیز می‌گویند. این علائم بیشتر به صورت دایره با نوار حاشیه قرمز رنگ هستند و نوع ممنوعیت را به وسیله علامت خاص نشان می‌دهند. از تابلوهای بازدارنده، تابلوی ایست به جهت اهمیت و دقت بیشتر رانندگان به صورت هشت ضلعی با زمینه کاملاً قرمز رنگ و با نوشته ایست یا STOP در نظر گرفته شده‌است. به لحاظ اهمیت تابلوی رعایت حق تقدم تنها راس یا سر این تابلو به سمت پایین می‌باشد.

## نشان‌های هشداردهنده یا اخطاری راهنمایی و رانندگی
این تابلوها بیشتر به شکل مثلث با نوارهای حاشیه قرمز رنگ و زمینه سفید رنگ هستند که یک راس آن به طرف بالا بوده و در داخل آن نوع خطر به وسیله علائمی خاص با رنگ مشکی نشان داده شده‌است.

## روکش جاده‌ای
روکش‌های جاده استفاده از خطوط و علائم فیزیکی خاص است که بر روی جاده‌ها نصب می‌گردد. زیگزاگ توقف ممنوع از این نوع است.